# Емен (Швейцария)
Вижте пояснителната страница за други значения на Емен.
Емен (на немски: Emmen) е курортен град в Централната част на Швейцария, кантон Люцерн. Разположен е до северната част на Люцерн. Първите сведения за града като населено място датират от 840 г. под името Емау. ЖП възел. Населението му е 27 579 души по данни от преброяването през 2008 г.